# Mus callewaerti
Mus callewaerti је врста глодара из породице мишева (лат. Muridae). 

## Распрострањење
Врста има станиште у Анголи и ДР Конгу.

## Станиште
Врста Mus callewaerti има станиште на копну.
Врста је по висини распрострањена до 1.400 метара надморске висине. 

## Угроженост
Ова врста није угрожена, и наведена је као последња брига јер има широко распрострањење.

### Популациони тренд
Популациони тренд је за ову врсту непознат.